# Rellotge intel·ligent

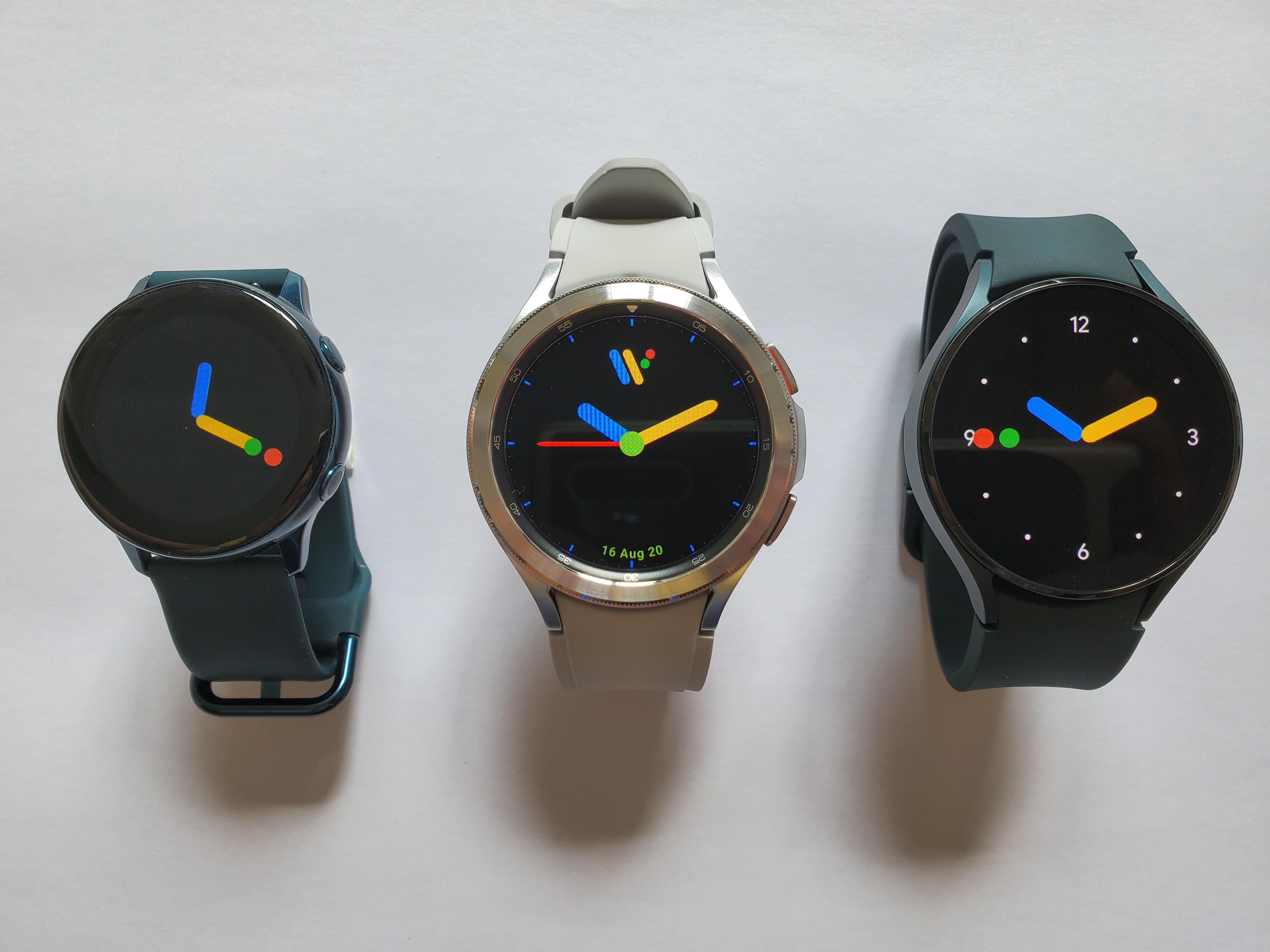
Rellotge intel·ligent

Un rellotge intel·ligent (en anglès, smartwatch) és un dispositiu electrònic de polsera que a més d'oferir les funcions bàsiques d'un rellotge digital com marcar l'hora o el cronometratge, també presenta altres característiques més avançades per tal de satisfer les necessitats de l'usuari. Igual que els Smartphones o telèfons intel·ligents, els rellotges intel·ligents actuals disposen d'una pantalla tàctil a partir de la qual es poden realitzar moltes accions com controlar el ritme cardíac o les activitats físiques, accedir a internet, fer fotografies, realitzar i rebre trucades telefòniques o enviar SMS, entre d'altres. Tot i així, moltes d'aquestes funcions no es poden executar sense un Smartphone que estigui connectat al dispositiu, com l'enviament de missatges, la realització de trucades o l'ús de les aplicacions que requereixen una connectivitat a internet. Això és degut al fet que la majoria de rellotges intel·ligents no disposen de WiFi ni targeta SIM propis i s'han de connectar via una xarxa estable, ja sigui Bluetooth o wireless, a l'Smartphone corresponent.
Per aquest motiu aquests dispositius solen ser considerats un accessori d'alta gama pels Smartphones encara que ofereixen certes avantatges com la comoditat a l'hora de transportar-los ja que son dispositius petits, lleugers i còmodes de portar a sobre.
Tot i així, la majoria de rellotges intel·ligents si que disposen d'algunes funcions que no requereixen la connectivitat a un telèfon intel·ligent com el control de l'activitat mitjançant un acceleròmetre, el control de la freqüència cardíaca mitjançant un pulsòmetre, una brúixola, un GPS o la possibilitat de realitzar i emmagatzemar fotografies entre d'altres.
Actualment algunes de les marques més populars que han llançat al mercat aquests dispositius han estat Apple amb l'Apple Watch, Samsung amb el Galaxy Watch, LG amb l'LG Watch, Motorola amb el Moto 360, Huawei amb el Huawei Watch, ASUS amb l'ASUS VivoWatch SP o Sony amb el Sony Smartwatch.

## Història

### Antecedents: Els primers rellotges digitals avançats

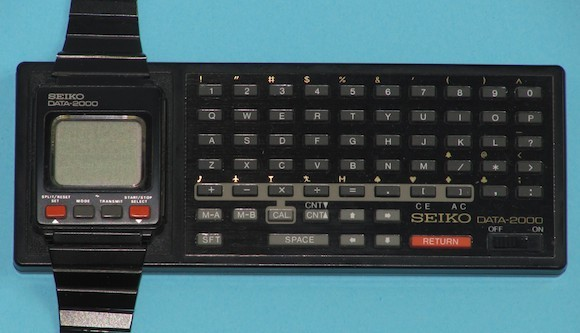
Un dels rellotges més destacats de l'època va ser el Seiko UC-2000 Watch (1983)

El primer rellotge digital va ser presentat el 6 d'abril de 1970 a Nova York per l'empresa Hamilton tot i que no va ser llançat al mercat fins a l'any 1972. El rellotge anomenat Pulsar P1 es caracteritzava per contenir una petita pantalla digital que reemplaçava l'esfera convencional d'un rellotge de polsera. Quan es polsava un botó, en aquesta pantalla hi apareixien números format per llums LED vermells que mostraven el temps en hores i minuts, i si es mantenia polsat més estona aquest botó, apareixien també els segons. El fet que no es mostrés permanentment l'hora a la pantalla era a causa de que els LED consumien massa energia i sinó la bateria del dispositiu s'hauria esgotat molt ràpidament. A finals de l'any 1972 es va reemplaçar aquest model pel Pulsar P2, un model més avançat. El Pulsar es va convertir en una marca que va ser comprada per l'empresa Seiko l'any 1978.
Amb la introducció dels ordinadors personals a la dècada de 1980, Seiko va començar a desenvolupar rellotges digitals més avançats, que complien la funció de computació. Un dels rellotges més destacats de l'època va ser el Data 2000 Watch (1983), anomenat d'aquesta manera ja que podia emmagatzemar 2000 caràcters. El Data 2000 Watch tenia incorporat un teclat extern per la entrada de dades les quals s'hi sincronitzaven a través d'un sistema electro-magnètic d'acoblament. Durant els anys 80 Seiko va llançar nous models de rellotges digitals, els més populars varen ser els pertanyents a la sèrie RC, com el RC-1000 o el RC-4000.
Una altra marca que tampoc es va quedar enrere amb l'aparició dels rellotges digitals va ser Casio. L'empresa va llançar el seu primer model anomenat Casiotron l'any 1976. Aquest rellotge a part de l'hora també mostrava els dies de la setmana i un calendari automàtic, essent anomenant en aquell moment rellotge computeritzat. Posteriorment la marca Casio també va llançar rellotges amb la funció de calculadora o rellotges que permetien jugar com els Nelsonic.

### Els primers rellotges intel·ligents (smartwatch)

#### Timex Data Link

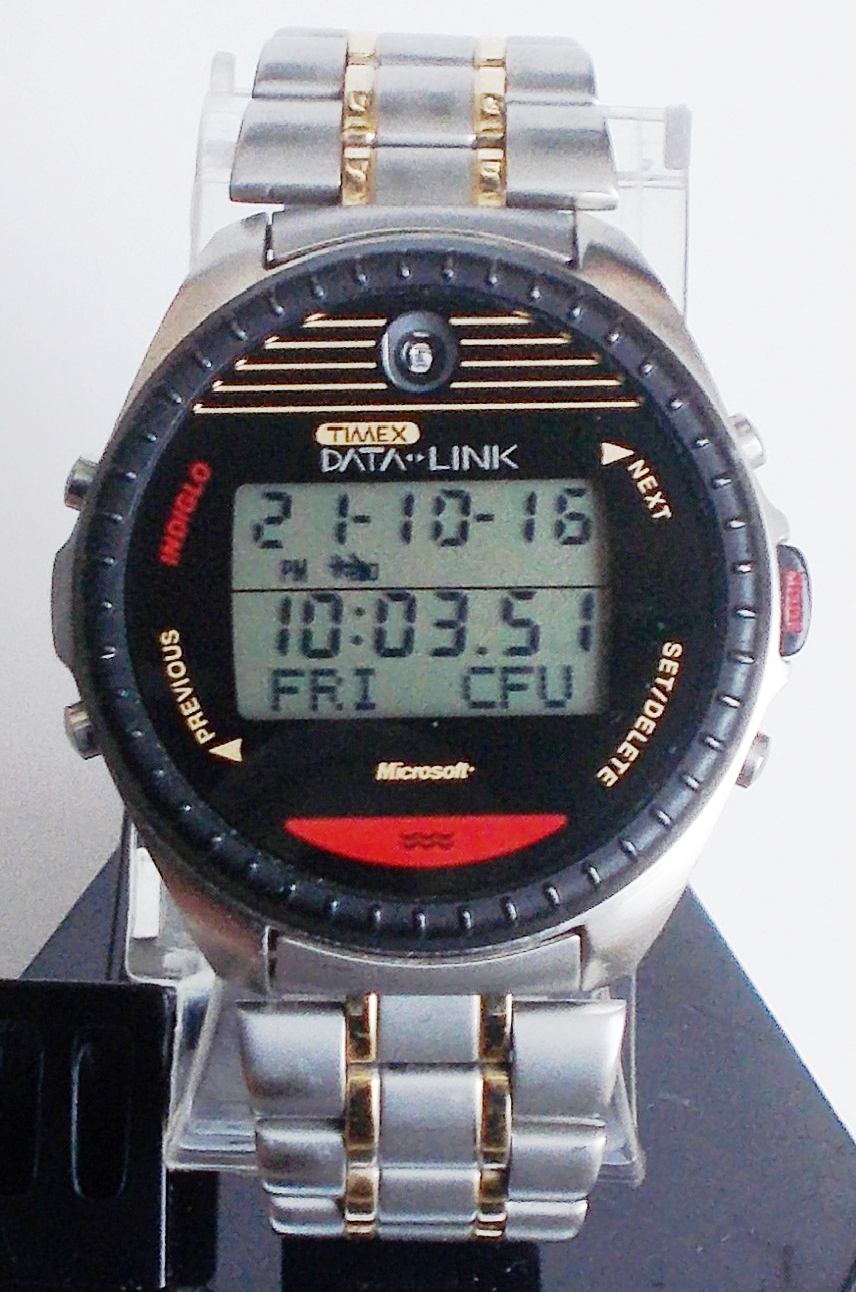
El rellotge Data Link i va ser un projecte desenvolupat per Timex i Microsoft com a projecte per la NASA i es va llançar al mercat l'any 1994.

Tot i que el primer rellotge intel·ligent comercialitzat va ser el rellotge Pebble, el primer smartwatch que es va inventar, s'anomenava Data Link i va ser un projecte desenvolupat per Timex i Microsoft com a projecte per la NASA.
Aquest rellotge tenia la capacitat de captura, emmagatzemar i transmetre una alta quantitat de dades que podria descarregar-se d'un ordinador mitjançant un sensor òptic que llegia els codis de la pantalla de l'ordinador. Va néixer com un dispositiu que pogués emmagatzemar molta informació i que a la vegada fos senzill i fàcil de transportar, a diferència dels ordinadors portàtils de l'època.
El Data Link va llançar-se al mercat comercial l'any 1994 però a causa d'una mala distribució de vendes no va tenir gens d'èxit entre el públic, ja que es va percebre com un producte que només s'utilitzava entre els professionals. Ara bé, entre els astronautes de l'època, va ser tot un èxit. Era un rellotge molt eficient per ells ja que podia funcionar perfectament a l'espai, tenia una gran capacitat per emmagatzemar dades, era resistent a l'aigua, tenia una programació senzilla i una bateria que durava uns 3 anys. Totes aquestes característiques van permetre que el rellotge acompanyés als astronautes en la majoria de les missions entre els anys 1996 i 1998.
Finalment, el rellotge Data Link va caure en desús ja que van sortir dispositius més avançats que feien les mateixes i funcions més avançades.

#### WatchPad de IMB
L'any 1998 la revista Linux Journal va anunciar el primer model de rellotge digital amb el sistema operatiu Linux. Aquest rellotge es caracteritzava perquè a més de mostrar l'hora, servia per les videoconferències. L'equip necessitava un transmissor que s'amagava sota la roba i podia transmetre imatges a 7 fotogrames per segon amb una profunditat de color de 24 bits. Aquestes imatges es podien veure en la pantalla del rellotge.
L'any 2000 IBM llançà el prototip de LinusWatch anomenat que no tenia gaire autonomia de bateria ja que només durava entre 6 i 8 hores. També es caracteritzava per un Kernel de Linux 2.2.5 i 8 MB de memòria.
Posteriorment, IMB va col·laborar amb l'empresa Citizen Watch per crear un model més avançat anomenat WatchPad. Aquest rellotge comptava amb un processador ARM de 32 bits amb una velocitat màxima de 74MHz, 8 MB de RAM i 16 MB de memòria flash. El seu sistema operatiu era el Linux 2.4, sistema que es va pràcticament estrenar amb la sortida d'aquest rellotge. Aquest rellotge però, continuava tenint un problema i era la duració de la bateria, que tan sols durava entre 6 i 8 hores. Amb els últims models es va aconseguir que la bateria durés més, pràcticament un dia.

#### Pebble
El primer smartwatch Pebble tot i que no va ser el pioner dels smartwatch, si que va ser el que va revolucionar tot el mercat provocant que els rellotges intel·ligents es tornessin molt populars i que totes les grans empreses tecnològiques més importants en comencessin a fabricar. Va ser l'any 2012 que la marca Pebble va anunciar el seu primer rellotge intel·ligent al mercat i al juliol de 2013 l'empresa Best Buy va iniciar la venda del rellotge que es va esgotar als 5 dies. El Pebble Watch servia per mostrar les notificacions del telèfon intel·ligent (de sistema operatiu Android i iOS) al que estava connectat i havia estat dissenyat seguin el concepte del rellotge inPulse Smartwatch, que només funcionava amb els telèfons de la marca BlackBerry.
Després del clar èxit del primer model, l'empresa va anar llançant al marcat nous models millorats com el Pebble Steal caracteritzat per ser molt treballat a nivell estètic i a la vegada funcional. El Pebble Time, una mica més recent que l'anterior, es caracteritzava per ser el primer rellotge amb pantalla de color. Posteriorment també van sortir a la venda el Pebble Time Round amb un disseny més arrodonit i el Pebble 2, un rellotge més recent, de l'any 2016.
Els rellotges Pebble encara es troben al mercat actualment i presenten moltes característiques positives com una duració de la bateria molt extensa en la majoria de models (1 setmana), un sistema operatiu senzill, eficient i fàcil d'utilitzar, el Pebble OS i, a més, acostumen a tenir un preu més baix que la majoria de smartwatches actuals.

## Característiques dels rellotges intel·ligents
Els smartwatches tal com els coneixem ara varen néixer l'any 2012 amb el Pebble però altres empreses tecnològiques com Sony i Samsung de seguida van llançar al mercat els seus propis models de rellotges intel·ligents. Aquests smartwatches, tenen un seguit de característiques que comparteixen i que els defineix com a tals. Es poden classificar aquestes característiques en funció de si són generals, tècniques (software i hardware) o de les funcions específiques del rellotge.

### Característiques generals
- Dimensions: Els smartwatches solen tenir unes dimensions similars tant de llarg, com d'ample com de gruix. Les seves mides son bastant petites per tal que sigui un dispositiu fàcil i còmode de portar a tot arreu.
- Pes: Es caracteritzen per ser uns dispositius lleugers, com un rellotge digital, de vegades fins i tot més. Gràcies al seu poc pes, els rellotges intel·ligents son molt còmodes.
- Resistència: La resistència dels rellotges intel·ligents és bastant notable ja que suporten bastants cops i caigudes.
- Senzillesa: Són molt fàcils d'utilitzar i la seva funcionalitat és encara més intuïtiva que la dels smartphones.
- Durabilitat de bateria: La seva bateria sol durar bastant més que la dels smartphones.[17]

### Característiques tècniques:maquinari
- Pantalla: Pot ser corba o plana. Els rellotges més actuals ja tenen un tipus de pantalles anomenades amoled (active-matrix orgànic light-emitting diode) que es caracteritzen per ser fines i lleugeres i amb un consum de potència molt baix tot i que ofereixen una gran qualitat d'imatge. La mida de la pantalla varia en els diferents models de rellotges, però solen ser d'unes 6 polzades amb resolució d'entre 144x168 píxels a 320x320.
- Tecnologies de connectivitat: Els smartwatches disposen de connexió Wifi, Bluetooth, NFC, GPS, 3G i 4G.
- Estil/Disseny: Se solen catalogar entre home, dona, unisex i fitness.
- Capacitat de bateria: Com amb tots els aparells electrònics, la durabilitat de bateria depèn de les funcions que realitzi l'aparell, però sol durar 2 dies amb totes les funcions activades.
- Memòria: pot ser o interna o externa
- Processador: Actualment, els rellotges intel·ligents tenen diversos processadors però es recomana que mínim tinguin una velocitat de processament de 1.2 GHz. El processador Qualcomm Snapdragon és el més freqüent.
- Corretja: Varien segons els colors, els materials, la mida, el disseny, etc.
- Càmera integrada: Les càmeres integrades als rellotges intel·ligents solen oscil·lar entre els 1.3 megapíxels i els 5.
- Micròfon i altaveu: Degut a la reduïda mida d'aquests rellotges, la qualitat de l'altaveu és bastant baixa i el volum té poca potència. En referència al micròfon, és una mica més sofisticat que l'altaveu però tot i així tampoc s'ha aconseguit crear un micròfon molt eficient per un aparell de mida tant petita.
- Resistència: El dispositiu serà resistent a l'aigua i a la pols sempre que estigui tancat completament. Tot i així, en el cas de l'aigua els rellotges no solen ser submergibles tot i que si que resisteixen a menors quantitats d'aigua com la pluja.[18]

### Característiques tècniques:programari
El sistema operatiu executa els programes d'aplicació i actua com a pont de comunicació entre l'usuari i el hardware.
- Seguretat: S'utilitza un sistema de protecció amb contrasenya per protegir les dades de l'usuari i impedir un accés no desitjat.
- Control sobre el rendiment del sistema: Supervisa l'estat general del sistema i detecta que no hi hagi cap error per garantir una bona funcionalitat del sistema.
- Comptabilitat de funcions: Fa un seguiment del temps i els recursos utilitzats a l'hora de realitzar qualsevol tasca que requereixi l'usuari.
- Detecció d'errors: Es fa una supervisió constant del sistema per evitar problemes i un mal funcionament del sistema informàtic.
- Administració de memòria: El programari administra la memòria principal que actua com un magatzem ràpid i a la quan s'hi pot accedir a través del processador.
- Gestió del processador: Gestiona els processos que tenen accés al processador i quan de temps de processament té cada procés.
- Administració de dispositius: Gestiona la comunicació del dispositiu a través dels seus respectius controladors.
- Administració d'arxius: Emmagatzema i cataloga els arxius per tal de facilitar-ne la navegació. Fa un seguiment dels arxius, l'estat d'aquests, on s'emmagatzemen i l'accés que en té l'usuari.[19]